# Adam Mansbach

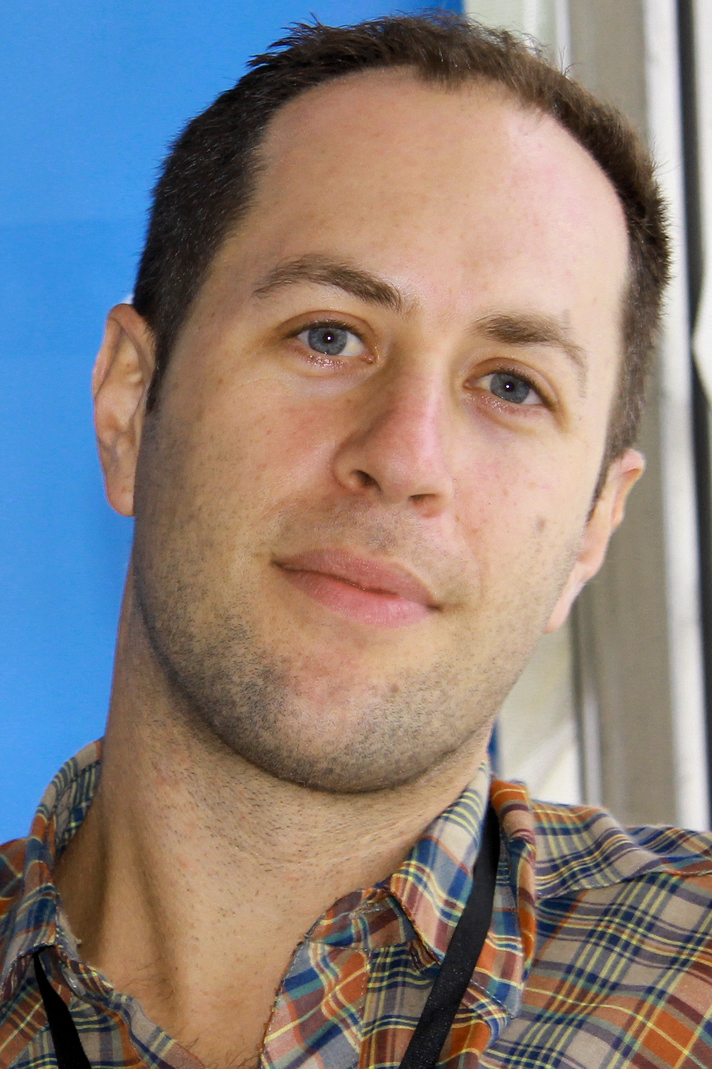
Adam Mansbach (2013)

Adam Mansbach (* 1. Juli 1976) ist ein US-amerikanischer Autor und Literaturprofessor.

## Leben
Mansbach war seit den 1990er Jahren Herausgeber der Hip-Hop-Zeitschrift Elementary und war ein künstlerischer Berater am Center for Jazz Studies der Columbia University in New York City. Er ist ein führender Theoretiker zu den Themen Hip-Hop und Ästhetik und tritt heute (2011) im Fernsehen und mit Vorträgen zu diesen Themen an die Öffentlichkeit.
Seit 2002 veröffentlichte Mansbach vielfältige Essays und Romane zu verschiedenen Themen, publizierte seine Poesie und war Herausgeber einer „Fiktiven Geschichte der Vereinigten Staaten“ zusammen mit T Cooper.
In den Jahren 2009 bis 2010 war Mansbach Gastprofessor für Literatur an der Rutgers University, der State University of New Jersey. Er lebte 2013 in Berkeley in Kalifornien und als Artist in Residence am Institute for Diversity in the Arts an der Stanford University.

## Ehrungen
- California Book Award 2008 in Gold für: The End of the Jews in der Sparte Fiction

## Veröffentlichungen (Auswahl)
- Shackling Water. Knopf Doubleday, New York 2002, ISBN 0-385-50205-2.
- genius b-boy cynics getting weeded in the garden of delight. Subway & Elevated, New York 2005, ISBN 0-9666469-5-9. (Gedichtsammlung)
- A True and Faithful Account of Mr. Oda Berga the Pygmy, Written by M. Berman, Zookeeper (1905). In: Adam Mansbach, T Cooper (Hrsg.): A Fictional History of the United States With Huge Chunks Missing. Akashik Books, New York 2006, ISBN 1-933354-02-X.
- Angry Black White Boy. Crown Publishing Group, Random House, New York 2007, ISBN 1-4000-5487-7.
- The end of the Jews. Spiegel & Grau, Random House, New York 2008, ISBN 978-0-385-52568-8.
- Go the Fuck to Sleep. Children’s Book for Adults, 2011, ISBN 978-0-85786-266-2.
  - deutsch: Verdammte Scheiße, schlaf ein!. DuMont-Verlag, Köln 2011, ISBN 978-3-8321-9658-5. (mit Illustrationen von Ricardo Cortés aus dem Englischen von Jo Lendle)[1][2]
- The Dead Run. William Morrow/Harper Collins, New York City, New York, USA 2013, ISBN 978-0-06-219967-6.
- Rage Is Back. Viking, New York City, USA 2013, ISBN 978-0-670-02612-8.
- You Have to Fucking Eat, mit Illustrationen von Owen Brozman. 2014, ISBN 978-1-61775-378-7.
  - Verdammte Scheiße, iss was!, übersetzt von Stephan Kleiner. DuMont-Verlag, Köln 2014, ISBN 978-3-8321-9794-0.